# Cyrtostylis rotundifolia
Cyrtostylis rotundifolia är en orkidéart som beskrevs av Joseph Dalton Hooker. Cyrtostylis rotundifolia ingår i släktet Cyrtostylis, och familjen orkidéer. Inga underarter finns listade i Catalogue of Life.